# Chlorodes mirandaria
Chlorodes mirandaria là một loài bướm đêm trong họ Geometridae.